# Pirata clercki
Pirata clercki là một loài nhện trong họ Lycosidae.
Loài này thuộc chi Pirata. Pirata clercki được Friedrich Wilhelm Bösenberg & Embrik Strand miêu tả năm 1906.

## Hình ảnh

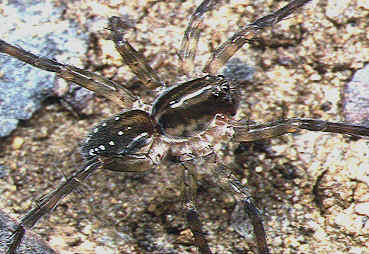